# Байбек, Бауыржан Кыдыргалиулы
Бауыржа́н Кыдыргали́eвич Байбе́к (каз. Бауыржан Қыдырғалиұлы Байбек; род.19 марта 1974 года, Алма-Ата, Алма-Атинская область, Казахская ССР) — казахстанский государственный и политический деятель. Первый заместитель председателя партии «Нур Отан» (2013—2015, 2019–2022). Аким города Алматы (2015—2019).

## Образование
Имеет 2 высших образования: музыкальное-педагогическое и внешнеэкономическое. Владеет казахским, русским, немецким и английским языками.
По окончании музыкальной школы им. Куляш Байсеитовой в Алматы с отличием по классу фортепиано, в 1992 году поступил в Консерваторию имени Курмангазы, но не окончил обучение. В 1994—1998 годах по стипендии программы «Болашак» находился в Германии. Сначала окончил годовую программу Института имени Гёте (Goethe-Institut Бремен, 1995) по специальности «Немецкий язык» (TestDaF), который предназначен прежде всего для абитуриентов, собирающихся учиться в высших учебных заведениях Германии. Затем обучался в бесплатной Высшей музыкальной школе Любека (1995—1998), специальность — педагог.
По положению выпускник международной стипендии президента Республики Казахстан «Болашак» «обязан по окончании обучения возвратиться в Республику Казахстан для отработки по полученной специальности в Республике Казахстан непрерывно не менее трех/пяти лет (прохождение стажировки/академическое обучение)».
Начал работу вначале референтом, атташе по культуре в генеральном консульстве Казахстана в городе Франкфурт-на-Майне, затем — третьим секретарем в экономическом отделе посольства Казахстана в Берлине. И провёл четыре года в Германии.
В 2002 году окончил заочно Центрально-Азиатский университет (ЦАУ) в Алматы по специальности «экономист-международник» и был приглашён референтом в администрацию президента в Астане.
В 2010 году защитил диссертацию на тему «Институционализация государственного протокола Республики Казахстан», кандидат политических наук.

## Трудовая деятельность
Байбек в 1999—2002 годах работал референтом, потом атташе Генерального консульства Республики Казахстан в Германии (Франкфурт-на-Майне) и 3-м секретарём экономического отделения Посольства Республики Казахстан в ФРГ в городе Берлине. Получил дипломатический ранг — «Советник 1-го класса».
2002—2003 годы — эксперт Центра системных исследований администрации президента Республики Казахстан.
2003 год — заведующий сектором информации и анализа администрации президента Республики Казахстан.
2004—2006 год — главный инспектор протокола президента Республики Казахстан.
Февраль 2006 года — август 2009 года — шеф протокола президента Республики Казахстан.
24 августа 2009 года — январь 2013 года — заместитель руководителя администрации президента Республики Казахстан.
Январь 2013 года — август 2015 года — первый заместитель председателя партии «Нур Отан».
9 августа 2015 года — 28 июня 2019 года — аким города Алматы.
3 сентября 2015 года — 5 июля 2019 года — председатель Алматинского городского филиала партии «Нур Отан».
29 июня 2019 года вновь назначен первым заместителем председателя партии «Nur Otan».
2 февраля 2022 года покинул пост первого заместителя председателя партии Нур-Отан, после того как 28 января 2022 года на съезде партии Токаев раскритиковал работу партии и заявил, что она нуждается в обновлении «В критический момент весь огромный кадровый и человеческий потенциал партии, вся ее разветвленная инфраструктура не были задействованы в полной мере», — заявил Токаев. Он предложил пересмотреть организационную структуру, в частности упразднить должность первого заместителя председателя партии, а вместо нее ввести позицию исполнительного секретаря.

## Деятельность в статусе первого заместителя председателя партии «Нур Отан»
В 2014 году при Байбеке была разработана и принята программа противодействия коррупции партии «Нур Отан» на 2015—2025 годы.
В марте 2015 года партия инициировала ряд проектов, посвящённых 70-летию Победы в Великой Отечественной войне. В рамках проекта «Ардагерлерді ардақтайық» («С заботой о старшем поколении») были восстановлены полные данные по 531 Герою Советского Союза и более 124 полным кавалерам ордена Славы. При содействии партии «Нур Отан» стартовал цикл «Қазақстандық қаһармандар» («Героическая летопись казахстанцев») — на телеканале «Астана» было показано 100 видеороликов на казахском и русском языках о казахстанцах-героях войны.
В 2020 году внедрил и провёл внутрипартийные выборы – праймериз, которые проходили онлайн. В качестве кандидатов на праймериз зарегистрировались 10 990 человек. Из них 36,9% —женщины, а 29,6% - молодежь до 35 лет.
В 2021 году началась подготовка к внедрению общественного рейтинга депутатов партии всех уровней. Был разработан сайт и проведёны пилотные рейтинги. Окончательный запуск был запланирован на февраль 2022 года.

## Деятельность в статусе акима Алматы

### Транспортная политика
В транспортной сфере приоритетом деятельности акима было развитие общественного транспорта. С 11 января 2016 года в общественном транспорте была введена система безналичной оплаты проезда «Оңай!». Система вывела неучтённую наличность из теневого оборота. В сентябре 2016 года наличный расчёт алмаатинцев за месяц составлял 256 млн тенге, картами — всего 0,8 млрд тенге. В сентябре 2017 года наличный ежемесячный доход насчитывался 91 млн тенге, а через карту «Оңай» — 1,5 млрд тенге (из теневого оборота были выведены 800 млн тенге за один месяц).
За 4 года управления городом под руководством Байбека общественный транспорт был обновлен на 80 %, закуплено почти 1300 новых автобусов. В январе 2016 года 70 % государственного предприятия «Алматыэлектротранс» было передано частной шымкентской компании (ТОО «Green Bus Company») на 5 лет в доверительное управление без права на последующий выкуп.
31 октября 2015 года в Алма-Ате было закрыто трамвайное движение по результатам проверки, которая выявила многочисленные нарушения и несоответствия: на всех сборных стыках были зазоры до 50 мм, износ рельсов составлял до 2—2,5 см, деревянные шпалы прогнили, из-за состояния трамвайных путей сильно изношены колесные пары вагонов. В 2014 году было 20 фактов схода вагонов с рельсов, за девять с половиной месяцев 2015 года — 43 схода. В 2017 году начался демонтаж трамвайных путей. Летом 2017 года начат демонтаж трамвайных путей с одновременным асфальтированием на улицах Утепова, Кунаева и Шевченко. На трамвайных путях улиц Торайгырова и Каблукова акимом решено создать велодорожки.
Планировалось, что на замену старым трамваям придёт легкорельсовый транспорт (LRT), который полностью повторял маршрут трамвая по ул. Толе би. В январе 2019 года стало известно, что определены потенциальные частные партнеры для проекта LRT – комиссия отобрала кандидатов, прошедших квалификационный отбор. Участниками первого этапа конкурса, объявленного в августе 2018 года, стали компании из Испании, Китая, Турции, Франции и Японии.

### Градостроительная политика
В 2015 году Байбек заявил о необходимости строительства сквера на месте снесенного рынка автозапчастей БаянАул, ввиду того, что на этой государственной земле находятся линии ЛЭП, тектонический разлом, и по сейсмическим соображениям там строить ничего нельзя. Но в 2016 году Байбек передумал и решил передать эту государственную территорию площадью в 7 га частному лицу под строительство автобусного парка и завода по сборке автобусов.

### Критика
В октябре 2015 года несмотря на протесты общественности было снесено историческое здание бывшего Генплана на улице Желтоксан, снос одобрен Градостроительным советом и его главой Байбеком.
В октябре 2015 года с одобрения главы градсовета был снесен кинотеатр Алатау для строительства ресторана McDonald’s. Общественники города выступали против сноса исторического здания кинотеатра, однако он все же был снесён. В ответ на возмущения жителей Байбек заявил, что "за двадцать лет никто не хотел это здание брать, там огромный зал, для концертов не приспособлен, для кинотеатра — тоже. Там произошли тысячи перестроек, историческую ценность оно не представляет, это просто синий дешевый стеклопакет, внутри там какое-то убогое начало 90-х". В реальности аким слукавил, перестроек кинотеатра никогда не производилось, кинотеатр представлял крепкое капитальное здание из бетона, только входная бетонная группа была покрыта стеклом в последнюю реконструкцию.
Байбек объявил программу «Город без заборов», по его поручению демонтировали 150 км ограждений.

### Приватизация социальных объектов
За время нахождения Байбека на посту акима в городе Алматы были ликвидированы и проданы в частную собственность ГКП «Лечебно-диагностический центр», ГКП «Городская стоматологическая поликлиника», ГКП «Городская поликлиника № 34», ГКП «Региональный диагностический центр», ГКП «Детская стоматологическая поликлиника». План приватизации этих и других объектов в стране был ранее утверждён постановлением правительства Республики Казахстан от 30 декабря 2015 года № 1141 «О некоторых вопросах приватизации на 2016—2020 годы».

## Рейтинг
В апреле 2017 года на самом посещаемом казахстанском интернет-ресурсе NUR.KZ в рамках спецпроекта «Голос народа» было начато всенародное общественное голосование «Самый лучший аким». Жителям Казахстана впервые выпала честь оценить деятельность акимов страны посредством On-line голосования, высказав свое мнение за или против чиновников. Проект «Голос народа» был создан, чтобы помочь людям высказать свое мнение и быть уверенными, что их обязательно услышат. За первые 4 месяцев с начала голосования, действующий аким города Алматы Байбек получил 54 тысячи минусов — самое рекордное количество отрицательных оценок среди 16 акимов, представленных в голосовании. Итоги результатов голосования народного рейтинга акимов должны были быть подведены 30 ноября 2017 года, но в сентябре 2017 года накануне приезда Главы государства в город Алматы и встречи с акимом, страница http://specials.nur.kz/voting-akim с народным голосованием по неизвестным причинам временно перестала отображаться на сайте NUR.KZ. Только спустя 2 месяца, 6 ноября 2017 года народное голосование вновь стало доступно по адресу http://rating.nur.kz/voting-akim, голосование было продлено до 20 декабря 2017 года.
В результате подведения итогов On-line голосования проекта «Голос Народа» от населения получено независимое и объективное мнение о деятельности акима Байбека, он получил 55 тысяч минусов — самое рекордное количество отрицательных оценок среди 16 представленных в голосовании акимов.
В июне 2018 года итоги голосования «Самый активный аким» проекта «Голос Народа» подверглись цензуре и были удалены вместе со страницей с сайта NUR.KZ.

## Семья
Происходит из рода шапырашты Старшего жуза.
Отец — Байбек Кыдыргали Мукаметамирулы, всю жизнь посвятил железной дороге, в последние годы до выхода на пенсию занимался пассажирскими перевозками заместителем начальника КГП «Пассажирские перевозки по г. Алматы». В одном из интервью Бауыржан Байбек признался, что испытывал гордость за то, что его отец учился в одном классе с Нурсултаном Назарбаевым.
Мать — Байбек Алтынай Кунгаликызы, работала начальником отдела — главным специалистом «Казгипропищепрома».
Жёны и дети:
- Жанар Рахметова (бывшая жена) (род. 1973)
  - Дочь — Инжу Байбек (род. 25.04.1999)
  - Дочь — Жаркынай Байбек (род. 09.11.2007)
  - Сын — Нурмухамед Байбек (род. 23.05.2012)
- Жанар Кенжегаровна Байбек (вторая жена) (род. 01.10.1980)[1].
  - Сын — Нурдаулет Байбек (род. 07.10.2012)
  - Сын — Нуржигит Байбек (род. 01.02.2016)

## Интересные факты
Отец Байбека, Кыдыргали учился с Нурсултаном Назарбаевым в одном классе.
Аким Байбек не присутствовал на церемонии прощания с бронзовым призером Игр в Сочи фигуристом Денисом Теном, погибшим в центре города Алматы.

## Общественная работа
- Составитель двух изданий книги «Один год Президента» (2007, 2008), автор пособия «Практическое руководство по обеспечению протокольных мероприятий с участием президента Республики Казахстан» (2007, на казахском и русском языках), книги «Государственный протокол Республики Казахстан» (2010) и девяти статей по различным вопросам политической науки.
- Председатель Совета Ассоциации стипендиатов международной стипендии президента Республики Казахстан «Болашак».
- Председатель попечительского совета Казахского гуманитарно-юридического университета (КазГЮУ, Астана).
- Член попечительского совета благотворительного фонда «Болашак».

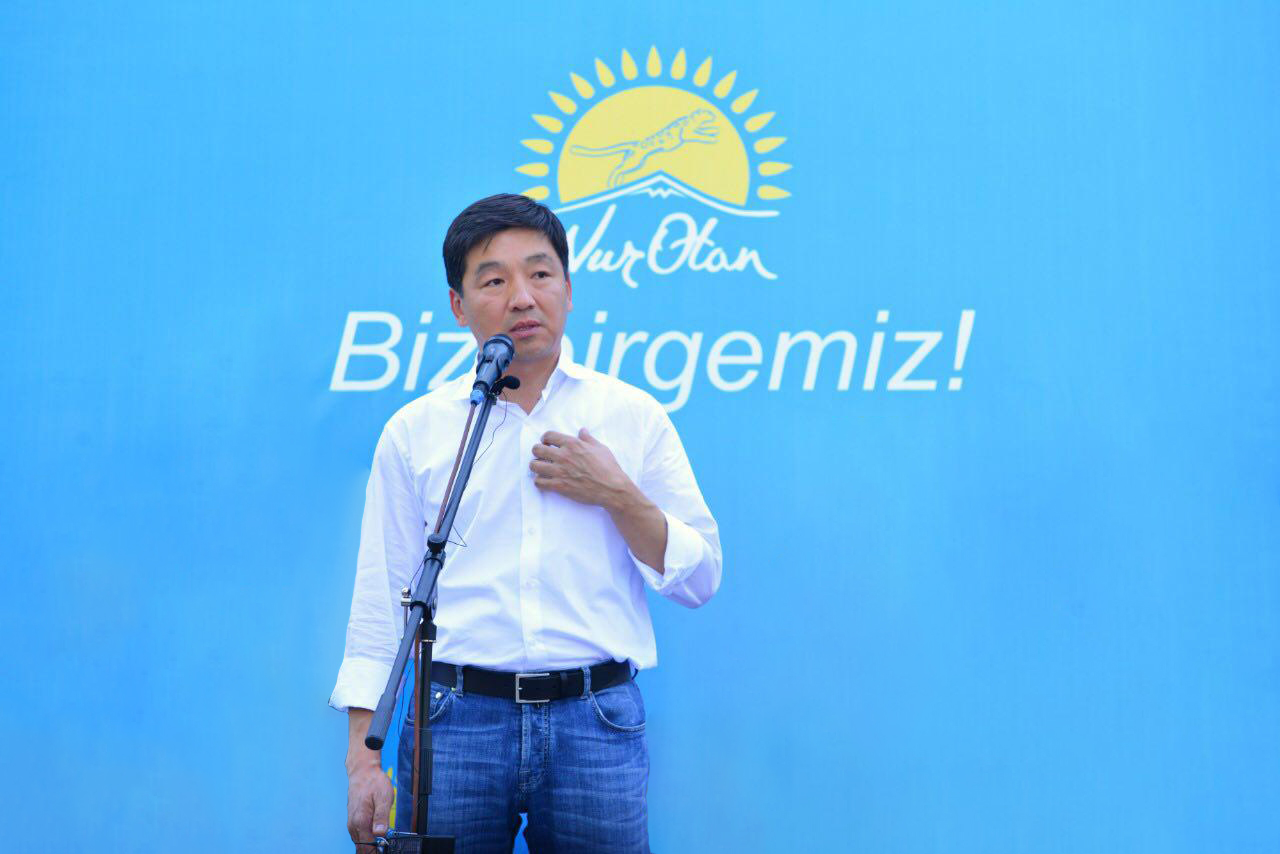
Бауыржан Байбек в Шымкенте, 2019 год

## Награды
- Орден Курмет (15 декабря 2008)
- Орден Парасат (15 декабря 2014)
- Медаль «10 лет Астане» (01 июля 2008)
- Медаль «10 лет Конституции Республики Казахстан»
- Медаль «20 лет независимости Республики Казахстан»
- Почётный гражданин города Алматы (13 сентября 2019 года)[57][58]
- Почётный знак «Тіл жанашыры»
- Нагрудный знак «Елімжан»
- Благодарственные грамоты президента Республики Казахстан
- Орден «Барыс» 3 степени (Указом президента РК от 2 декабря 2021 года)

## Публикации Байбека
- «Государственный протокол Республики Казахстан» (2004, в соавт.).
- «Руководство по Государственному протоколу Республики Казахстан» (2005)
- составитель двух изданий книги «Один год Президента».